# HD 73952
HD 73952，又名CP-52 1565，SAO 236142、HR 3435，是一颗恒星，视星等为6.47，位于銀經270.25，銀緯-7.09，其B1900.0坐标为赤經8h 35m 54.4s，赤緯-52° -7.09′ 17″。